# 皇家尼日尔公司
皇家尼日尔公司（Royal Niger Company）是19世纪获得英国政府特许的商业机构。公司成立于1879年，曾先后称为联合非洲公司（United African Company）和非洲国民公司（National African Company）。
这一公司存在的时间虽然相对较短，但是它仍然在尼日利亚殖民地（Colonial Nigeria）的建立过程中扮演了重要角色，因为它在19世纪80年代击败德国，为英帝国夺得了尼日尔河下游的控制权。1900年，公司将自己控制的领土转交予政府。1914年，一度是公司领土的南尼日利亚保护国（Southern Nigeria Protectorate）和北尼日利亚保护国（Northern Nigeria Protectorate）合并为尼日利亚殖民地及保护国（Colony and Protectorate of Nigeria）。尼日利亚殖民地最终于1960年独立为尼日利亚联邦共和国。

## 联合非洲公司
理查德·兰德（Richard Lander）在担任休·克拉珀顿（Hugh Clapperton）的助手时第一次探索了尼日利亚地区。1830年，他与胞弟约翰·兰德（John Lander）一起第二次探索了尼日利亚。1832年，兰德率领一支49人的探险队重返当地，企图在尼日尔河和貝努埃河的交汇点建立非洲汽船公司（African Steamship Company）的站点。探险队遭到了完全的失败，包括兰德在内的40名成员都因为瘧疾和战伤身亡。探险队的其中一名生还者 - 麦格雷戈·莱尔德（Macgregor Laird）后来返国策划了另外几次探险。1841年，一些英国传教士和活动家对尼日利亚进行了另一次探险，同样遭到了失败。不过，由威廉·贝尔福·贝凯（William Balfour Baikie）率领的莱尔德探险队在1854年取得了成功。贝凯随后又再进行了多次长期探险，并且在1857年于尼日尔河和貝努埃河交汇点建立了洛科賈。
萊爾德逝世后，尼日尔在三年里都没有汽船活动。不过，西非公司（West African Company）建立后，当地商业活动又再复兴，多间公司迅速成立。价格战进入了白热化的阶段，令各方都无利可图。乔治·戈尔迪（George Goldie）在1877年抵达当地后，开始极力促进各间公司合并为垄断性的单一特许公司。这一解决恶性竞争的方法都不为时人所看好，因为同属特许公司的不列颠东印度公司已经在印军哗变之后彻底失败。不过，他在1880年前仍然设法说服了各间公司合并为名义资本250,000英镑（缴足股款为106,000英镑）的联合非洲公司（United African Company）。戈尔迪以新公司代理的身份在当地处理商务。
新公司不但要接受两间法国公司（法屬赤道非洲协会、塞内加尔公司）的挑战，还要和另一间英国公司（利物浦及曼彻斯特贸易公司）竞争。虽然政府曾在1879年用明轮炮舰HMS先锋号（HMS Pioneer）协助公司员工击退袭击奧尼查前哨的土著，但是一直都不愿向公司发出政府特许状。首相威廉·格莱斯顿认为公司接受特许状后可能会挑起潜在的国际冲突、无力支撑耗费巨大的殖民地管理体系，所以作出了这一决定。

## 非洲国民公司

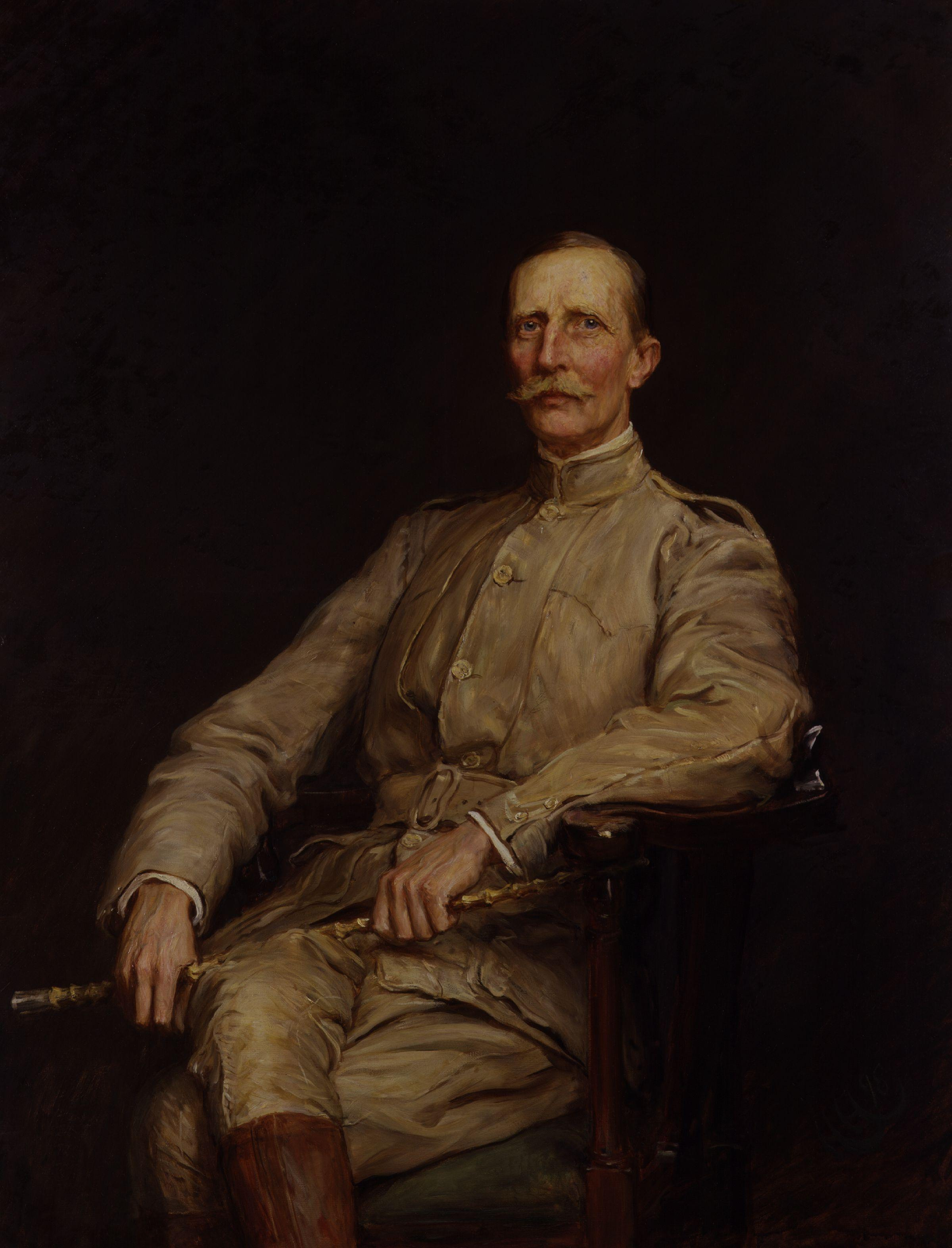
喬治·戈爾迪爵士像，作于1898年。

1882年，戈爾迪將公司重組為名義資本1,000,000英鎊（繳足股款為316,675英鎊）的非洲國民公司。莱昂·甘必大同年遇刺身亡後，法國公司失去了政府的資金援助。而戈爾迪的公司則因為資金充裕，而可以在河岸維持30個貿易站。經過兩年的價格戰後，三間公司都讓出了在該區的業務，所以公司在1885年的年度報告稱自己已經“無可爭議地獨自佔有該地區的商業利益”。
因为公司在该地区取得了垄断地位，所以参与柏林西非会议的英国代表可以拒绝法国和德国代表开放当地贸易的提议。戈尔迪本人也参加了会议，成功地将公司的作业范围纳入英国的势力圈之中。虽然他承诺会保障当地贸易自由，但是实际上他已经和400多个部落的首领签署了规定他们只通过公司进行贸易的条约。除此之外，其他公司也因为关税重、牌照价格高而不可能与非洲国民公司进行竞争。英国领事馆也将自己的条约和公司的契约合为一体，以达到将私人契约变为一般条约的目的。奥波博（Opobo）国王贾贾（Jaja）就因为组织了贸易网络、自己将棕櫚油运往英国而被英国领事诱骗到战舰上，以“违背条约”和“妨碍贸易”的罪名流放到圣文森特岛。
虽然公司的影响范围远至喀麥隆，但是英国在1885年承认了德国在当地的权利（德属喀麥隆），以遏制法国在刚果和烏班吉沙立的势力。

## 皇家尼日尔公司及尼日尔公司
1886年7月，政府终于向公司发放了特许状，公司因此更名为皇家尼日尔特许及有限公司（Royal Niger Company Chartered and Limited），由亨利·布鲁斯，第一代阿伯代尔男爵（Henry Bruce, 1st Baron Aberdare）担任总裁（副总裁为戈尔迪）。
到了最后，事实证明一间特许公司是无法和法、德的保护国抗衡的。所以政府在1899年取消了公司的特许权，并且在次年1月1日以865,000英镑购买了公司在尼日利亚的产业。政府将新取得的领土和尼日尔海岸保护国（Niger Coast Protectorate）合并为南、北尼日尼亚。
公司其后改名为尼日尔有限公司（Niger Company Ltd）。1929年公司与非洲及东方贸易公司（African & Eastern Trade Corporation）合并为联合非洲公司（United Africa Company）。新公司在30年代成为联合利华的子公司。公司最后在80年代被后者吞并。